# 王承书
王承书（1912年6月26日—1994年6月18日），女，籍贯湖北武昌，生于上海，中国核物理学家。曾任中国科学院近代物理研究所研究员，第二机械工业部原子能研究所研究员及605所副所长。

## 生平
1912年出生于上海，籍贯湖北武昌，1934年毕业于燕京大学物理系。1941年，留学美国，师从物理学家乔治·乌伦贝克。1944年获美国密歇根大学博士学位。
1956年，回到中国。1980年当选为中国科学院学部委员（院士）。早期从事气体分子运动论的理论研究，1961年后改做铀同位素分离工作。

## 著作
- 《气体运动论-王承书论文选集》 原子能出版社 1994